# Oxylobium arborescens
Oxylobium arborescens är en ärtväxtart som beskrevs av Robert Brown. Oxylobium arborescens ingår i släktet Oxylobium och familjen ärtväxter. Inga underarter finns listade i Catalogue of Life.